# Cleidion brevipetiolatum
Cleidion brevipetiolatum är en törelväxtart som beskrevs av Ferdinand Albin Pax och Käthe Hoffmann. Cleidion brevipetiolatum ingår i släktet Cleidion och familjen törelväxter. Inga underarter finns listade i Catalogue of Life.